# День советской молодёжи
День советской молодёжи — праздник молодых людей страны, который отмечался в Союзе Советских Социалистических Республик ежегодно в последнее воскресенье июня

## История
День советской молодёжи учреждён 7 февраля 1958 года Указом Президиума Верховного Совета СССР «Об установлении Дня советской молодёжи», подписанным председателем Президиума Верховного Совета СССР К. Ворошиловым и секретарём Президиума Верховного Совета СССР М. Георгадзе. Указ предписывал отмечать праздник ежегодно в последнее воскресенье июня. Центральный комитет КПСС возложил основные задачи по проведению праздничных мероприятий на Всесоюзный ленинский коммунистический союз молодёжи.
В этот день проходили праздничные парады, концерты местных и приезжих артистов, всевозможные викторины и конкурсы, спортивные состязания с элементами юмора (например, бег в мешках), вечером зажигались огромные костры, возле которых хором исполнялись патриотические и бардовские песни. Также, в День советской молодёжи подводились итоги достижений в сфере государственной молодёжной политики и оказывалась разнообразная поддержка перспективным молодым специалистам.
В то время, являясь административными единицами СССР, все Советские Социалистические Республики отмечали День советской молодёжи вместе, но после перестройки и распада Советского Союза ситуация изменилась. Обретя независимость, большинство постсоветских республик перенесли этот праздник на другой день, остальные изменили его название или вовсе его упразднили. Только Белоруссия отмечает праздник в последнее воскресенье июня.
В правопреемнике СССР — Российской Федерации праздник, как и у всех, потерял термин «советский», стал Днём молодёжи и был перенесён президентом России Борисом Ельциным на 27 июня, хотя в некоторых городах основные праздничные торжества проходят «по старинке» в последнее воскресенье июня, одновременно с Белоруссией.

### В филателии

Почтовые марки СССР
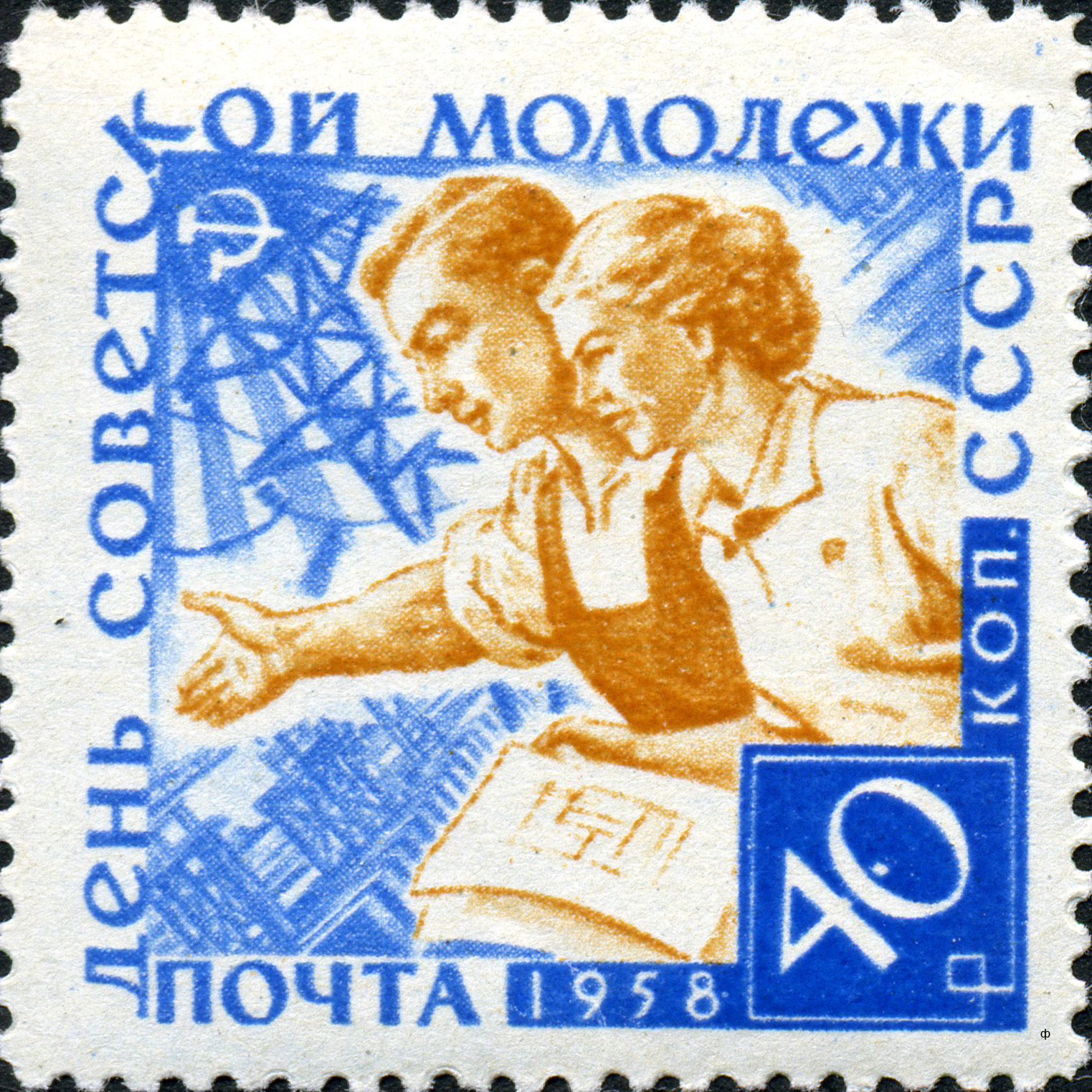
1958 год, номинал 40 коп.
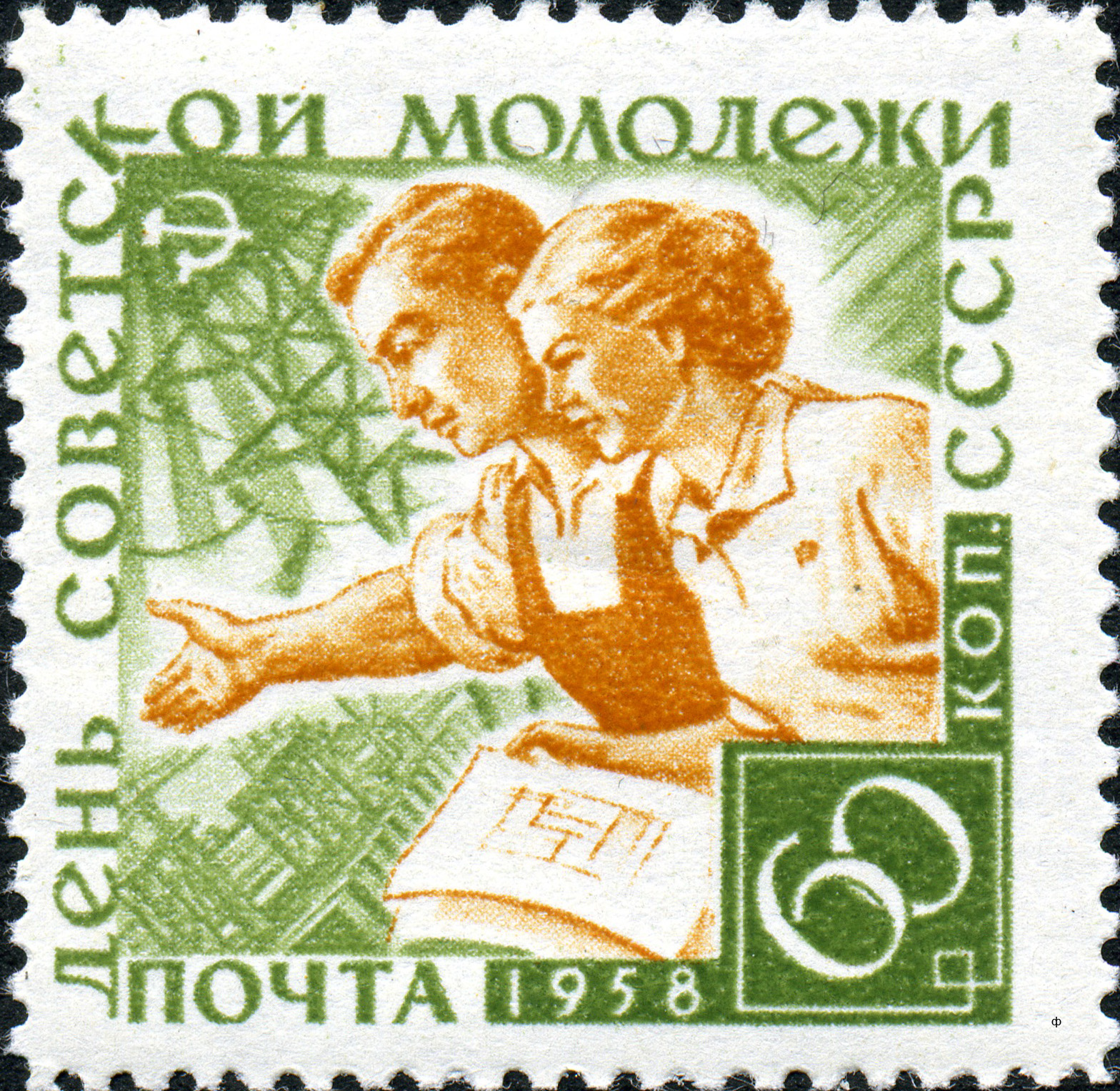
1958 год, номинал 60 коп.